# Фомин, Владимир Владимирович
Фоми́н Влади́мир Влади́мирович (25 января 1909, с. Дамураты — 29 декабря 1979, Москва) — советский химик, член-корреспондент АН СССР, доктор химических наук (1959), профессор (1962). Основные работы посвящены проблемам комплексообразования, экстракции, кинетики, химии радиоактивных элементов.
Много внимания уделял усовершенствованию химического образования в средней и высшей школе.

## Биография
Родился 25 января 1909 г. в с. Дамураты Сокольского уезда Гродненской губернии (ныне на территории Польши). Его отец был сельским учителем, а мать домохозяйкой. В 1915 г. семья переехала в г. Нежин.
В 1924 г. окончил 2-ю ступень трудовой школы и поступил на агроотделение Нежинской агротехнической школы. Окончив школу в 1926 г., остался работать в ней лаборантом химической лаборатории. В 1928—1931 гг. он учился на техно-математическом отделении Нежинского института социального воспитания. Во время учёбы в институте работал лаборантом химической лаборатории Носовской сельскохозяйственной опытной станции. После окончания института работал преподавателем физики и математики в школах г. Нежина (1932-33), во Владивостоке (1933—1936), а затем в Казахстане (1936—1938).
В 1938 г. поступил в аспирантуру Института школ Наркомпроса РСФСР, а через год перешёл в аспирантуру при кафедре неорганической химии Московского государственного педагогического института им. К. Либкнехта. 24 июня 1941 г. защитил диссертацию на степень кандидата химических наук.
1 июля 1941 г. вместе со студентами института поехал на оборонительные работы, где сначала был назначен бригадиром, а потом начальником штаба стройучастка. В октябре 1941 г. его освободили от работы на строительстве и направили в педагогический институт г. Энгельс, но в связи с ликвидацией института он стал работать заведующим методическим кабинетом районо г. Маркс, куда был переведён институт перед ликвидацией. В мае 1942 г. В. В. Фомина призвали в ряды Советской армии и назначили командиром взвода химзащиты в г. Куйбышеве.
В марте 1943 г. по вызову Наркомпроса РСФСР В. В. Фомин приехал в Москву и был назначен доцентом кафедры неорганической химии химфака МГУ. Здесь по заданию И. В. Курчатова он участвовал в создании радиохимической лаборатории (для работ по синтезу и исследованию свойств соединений урана) и курса радиохимии. В. В. Фомин руководил этой лабораторией в 1944—1948 гг., здесь осуществлялась подготовка специалистов для будущей атомной промышленности.
В 1948 г. по решению ЦК КПСС В. В. Фомина перевели во ВНИИ неорганических материалов (ВНИИНМ, в то время — НИИ-208). Сначала он был старшим научным сотрудником, а в 1952—1977 гг. — заместителем директора по научной работе.
В 1959 г. В. В. Фомину была присуждена учёная степень доктора химических наук по совокупности работ, а в 1962 он был утверждён в звании профессора. 24 июня 1964 г. избран членом-корреспондентом АН СССР по Отделению общей и технической химии (техническая химия).
В 1963—1964 гг. читал в МГУ курс лекций «Физико-химические основы экстракции и хроматографии».
Продолжал активную деятельность вплоть до своей смерти 29.12.1979. Похоронен на Химкинском кладбище участок 128.

## Научные исследования
В. В. Фомин обладал широкой эрудицией и был хорошо знаком со многими областями неорганической, физической и прикладной (технической) химии. Он является автором многих исследований, имеющих большое научное и практическое значение.
Область научных интересов В. В. Фомина — изучение свойств и методов получения соединений урана, плутония и ряда других радиоактивных элементов.
Многие научные работы были посвящены изучению свойств и методов получения соединений урана, плутония и других радиоактивных элементов (главным образом галогенов и оксалатов), а также разработке научной основы химических и технологических процессов переработки облучённого ядерного топлива (работа над этой проблемой началась во ВНИИНМ под руководством В. В. Фомина и директора института В. Б. Шевченко в 1952).

#### Исследования в области комплексообразования
В. В. Фомин также проводил работы по исследованию комплексообразования в водных растворах с нират-, сульфат- и оксалат-ионами, используя спектрофотометрический и полярографический методы. Были синтезированы и исследованы некоторые комплексные сульфаты четырёхвалентного плутония. Эти работы имели большое значение для понимания химии плутония.
Занимаясь этой тематикой, разработал метод определения состава комплексных ионов с помощью анионитов и на примере комплексных оксалатов кобальта показал возможность применения этого метода. Также был предложен метод определения состава комплексных ионов по изменению микроэлемента между твёрдой фазой и раствором из отклонения от закона Хлопина.
Разработка экстракционных методов исследования комплексообразования сыграла заметную роль при выяснении механизма экстракции и влияния ряда факторов на распределение экстрагируемого соединения между двумя фазами. Используя экстракционные методы для определения состава комплексных соединений радиоактивных элементов, В. В. Фомин сделал большой вклад в разработку кинетики экстракции как химического процесса.

#### Исследования в области экстракции
Одним из первых в СССР, применил физико-химические методы исследования экстракции неорганических солей и кислот органическими растворителями; продемонстрировал возможность объяснения этих явлений с помощью представлений о химическом взаимодействии между экстрагируемым веществом и экстрагентом.
Исследование механизма экстракции позволило уточнить аналитический метод расчёта экстракционного каскада (при экстракции нитрата уранила и азотной кислоты растворами трибутилфосфата), это позволило использовать машинный расчёт каскада. Эти работы положили начало новому научному направлению — математическому описанию равновесия экстракции.
Большое количество работ по вопросам экстракции послужило основанием для книги по химии экстракционных процессов, в которой были объединены представления о равновесии при распределении различных соединений между двумя жидкими фазами (Фомин В. В. Химия экстракционных процессов, 1961). Книга переведена на английский и китайский языки.

#### Разное
Целый ряд работ связан с применением радиоактивных индикаторов — это определение валентного состояния фосфора, образующегося при облучении сульфатов нейтронами, определение растворимости с помощью радиоактивных индикаторов и т. д.
Кроме опубликованных работ имеется более 50 неопубликованных работ, которые были выполнены В. В. Фоминым в МГУ и в ВНИИНМ.
В. В. Фомин принимал активное участие в разработке ряда технологических процессов, имеющих большое значение для развития промышленности, руководил их экспериментальной проверкой в полупроизводственных и производственных условиях и участвовал в подготовке данных для проектирования объектов. За участие в этих работах В. В. Фомин был награждён почётными орденами.
Часть результатов работ В. В. Фомина обобщена им в докторской диссертации, успешно защищённой в 1959 г., в 1962 г. ему было присвоено звание профессора.

## Педагогическая деятельность
Как уже было сказано выше, в 1931 году после окончания Института социального воспитания (г. Нежин) преподавал до 1938 года в средних школах на Украине, во Владивостоке и Казахстане, в 1938—1941 — в Московском педагогическом институте, а в 1943—1948 — в Московском университете.
Одновременно В. В. Фомин читал лекции по общей химии на физико-техническом факультете МГУ. Когда этот факультет выделили в самостоятельный институт (МФТИ), он до 1953 г. по совместительству заведовал там кафедрой общей химии. В 1950 г. В. В. Фомин принимал активное участие в организации инженерно-физического факультета в Московском химико-технологическом институте имени Д. И. Менделеева, здесь в течение 10 лет он читал курс радиохимии.
Наряду с исследовательской работой В. В. Фомин в качестве заместителя директора ВНИИНМ по научной работе проводил большую научно-организаторскую работу и работу по повышению квалификации научных кадров института. Он является автором методических разработок и учебных пособий для учителей.

## Основные труды
- Фомин В. В. Химия экстракционных процессов, М., 1960. 166 с.
- Фомин В. В. Кинетика экстракции. М., 1978. 120 с.

## Награды и звания[4]
- Участник Великой Отечественной войны.
- Кандидат химических наук (1941).
- Доктор химических наук (1959).
- Профессор (1962).
- Член-корреспондент АН СССР по Отделению общей и технической химии (1964)
- Награждён орденами Октябрьской революции (1971)
- «Знак Почёта» (1975)
- Трудового Красного Знамени (1951, 1954, 1962).